# 安芸門徒
安芸門徒（あきもんと）は、鎌倉時代末期から南北朝期に成立し、現在まで続く安芸国（広島県西部地域）の浄土真宗門徒の総称である。

## 歴史

### 浄土宗の備後国流入と浄土真宗の進出
建永2年（1207年）に法然が法難に遭って流罪となった際、その弟子の浄聞が備後国に配流されたことが始まりとされる。鎌倉時代末期に親鸞の高弟子の明光が沼隈半島に進出し、元応2年（1320年）現在の沼隈町山南に光照寺を築き、そこを西国の布教の拠点とした。
南朝:延元2年/北朝:建武4年（1337年）に、親鸞の娘覚信尼の子、覚慧の子である本願寺三世覚如の長子存覚が備後国に下向した。早速、南朝 : 延元3年/北朝 : 建武5年（1338年）には、備後国守護の前で法華宗徒との争論を行い、勝利したとされる。後に「備前法華に安芸門徒」と言われたように、当時の備前地方には日蓮の孫弟子、日像の流派が入り込んでおり、備後国にもその影響が及んでいた。その日蓮宗の勢力に対抗するためにも、争論で勝利をすることは不可欠であった。
多くの対立や抵抗を排除しながら、備後地方に布教を進め、室町時代初期から中期にかけて勢力を拡大し、大きな勢力となっていった。
その後、勢力結集の必要もあり、存覚の聖道門流から本願寺系への教義変更に至る。

### 浄土真宗の勢力拡大と、戦国大名化

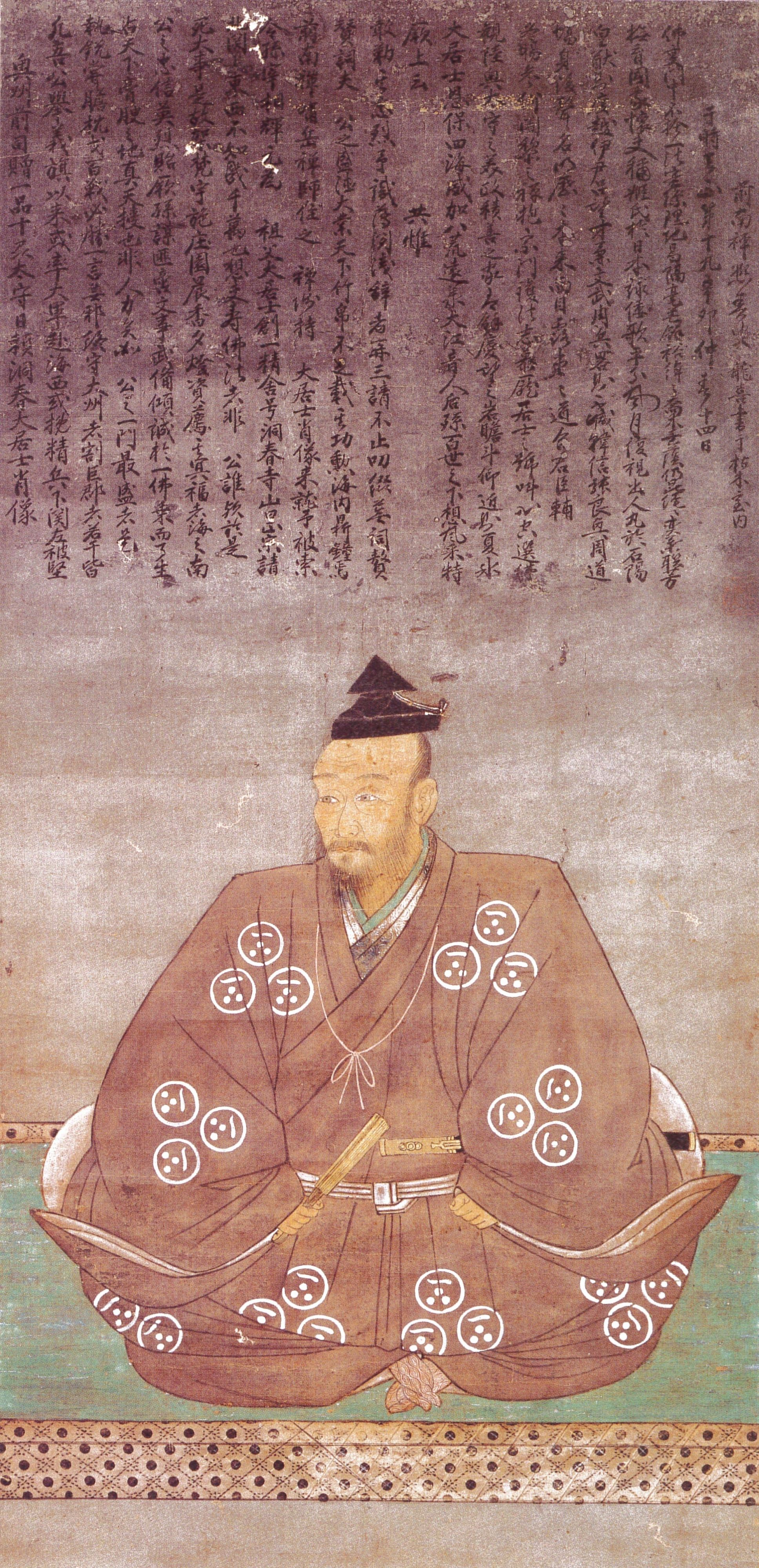
毛利元就

本願寺の八世蓮如は教団の強化に乗り出し、近畿から北陸、東海地方へとその勢力を拡大。長享2年（1488年）には、加賀国で一向一揆を指導、守護の富樫氏を排除して、織田信長の討伐により壊滅するまでの100年近くに渡って加賀国を実効支配した。
この頃の備後国門徒衆は下野国の専修寺系であり、一向一揆ではなかったと推測される。そのためか安芸国や備後国には一向一揆は存在せず、当時は安芸国の分国守護大名であった安芸武田氏の保護を受けていた。仏護寺（現在の本願寺広島別院、元は天台宗寺院）が創建されたのも、この安芸武田氏の庇護を受けていた頃である。そして明応5年（1496年）、仏護寺第二世円誓の時に浄土真宗に改宗して、安芸国の浄土真宗の中心となった。
しかし、安芸武田氏は周防・長門国の守護大名大内氏や安芸国人の毛利氏の勢力拡大に押されて徐々に衰退し、天文10年（1541年）、ついに安芸武田氏は、毛利元就によって居城の佐東銀山城を落とされ滅亡する。城麓にあった仏護寺も兵火に焼かれて廃墟となった。
天文21年（1552年）、仏護寺の三世超順は毛利元就と面会して協力を仰ぎ、仏護寺は再興された。元々信仰心に篤い元就は、仏護寺に手厚い保護を与えた。
その元就の恩に報いるべく、牛田の東林坊（現広島市中区寺町の光円寺）等のように、毛利氏の勢力伸張に協力して、多くの軍功を挙げた安芸国の真宗寺院も存在する。また、戦陣を同じくすることによって、毛利氏傘下の水軍衆も浄土真宗に入信して門徒と化していった。

### 織田信長包囲網と本願寺の敗退

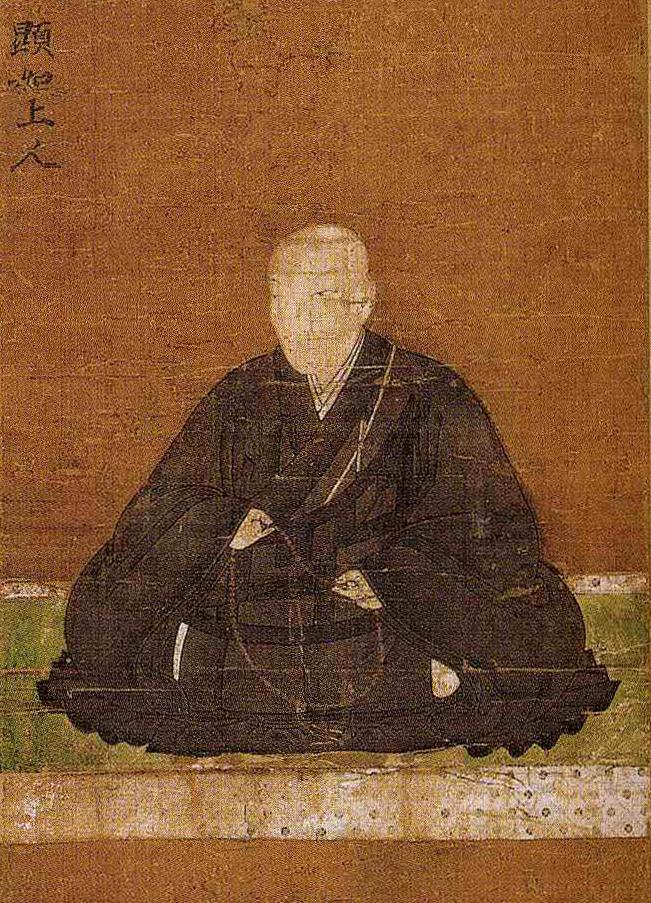
顕如

その頃、畿内の情勢も風雲急を告げ、尾張国の戦国大名織田信長が勢力を拡大してきた。その織田信長を封じ込めるべく、越前国の朝倉氏、北近江国浅井氏、南近江国の六角氏、阿波国の三好氏、本願寺らが結んだ（第一次織田信長包囲網）。
これに対して織田信長は各個撃破作戦を展開、元亀元年（1570年）の姉川の戦いで、朝倉・浅井連合軍を撃破した。それに対して、織田信長は石山本願寺の明け渡しを求める等、本願寺にとって受け容れがたい難問を突き付けていた。そのため本願寺の門徒宗も行動を起こし、まずは伊勢長島一向一揆衆が信長に叛旗を翻し、信長の実弟・織田信興を討ち取った。そして顕如は各国の門徒に向け、檄文を発し、織田信長との徹底的な抗戦を訴えた。これが後に石山合戦と呼ばれる10年に及ぶ、織田信長と本願寺との争いの始まりである。
信長は室町将軍足利義昭や朝廷を通じて六角氏や朝倉氏・浅井氏と和睦に持ち込み、第一次織田信長包囲網は頓挫するが、信長と朝倉氏・浅井氏の戦いはまたすぐに再開し、さらに信長との対立が先鋭化した義昭らの画策によって甲斐国の武田氏らが包囲網に加わる（第二次織田信長包囲網）。しかし、元亀4年（1573年）には朝倉氏と浅井氏が滅亡、そして武田信玄が病死。織田信長は足利義昭を追放し、室町幕府を実質的に滅亡に追い込んだ。

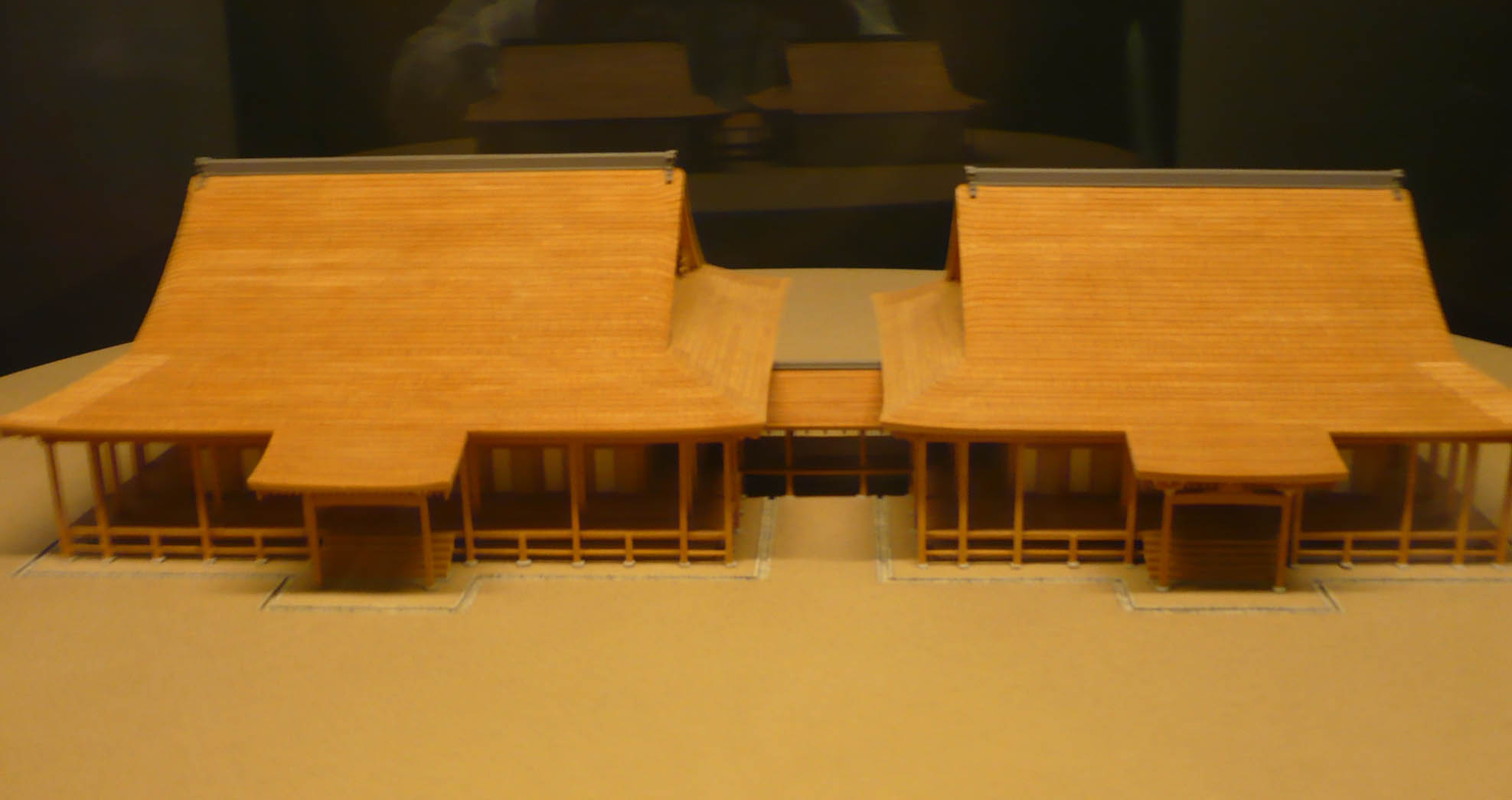
石山本願寺復興模型

第二次織田信長包囲網も壊滅したが、本願寺側は蓮如の時代の石山坊舎を証如が広大な寺域を整備して石山本願寺として完成させ、その寺域は門前町等を含めて、事実上の城域でもあった。その石山本願寺に籠もる本願寺には、各地の門徒衆が石山に支援のために集結し、雑賀孫一率いる雑賀衆の鉄砲隊らも入り、意気軒昂であった。
要害堅固で士気の高い門徒衆が立て籠もった石山本願寺は織田氏の攻撃を支えきっていた。そのため信長は包囲による兵糧攻めを計画し、実行に移した。物資の補給を断たれた本願寺は毛利輝元に支援を依頼。この支援要請を輝元は承諾し、村上水軍、小早川水軍を主力とする毛利水軍を派遣して、兵糧や物資の搬入を行うことに決定した。
この毛利水軍には安芸国内から集まった門徒衆も加わっており、石山合戦の間に毛利家臣団の門徒化、門徒の組織化と毛利家臣化が進んだ。
天正2年（1575年）の第一次木津川口の戦いで、毛利水軍は織田水軍を撃破し、石山本願寺への物資搬入を成功させた。これに対して織田信長も大砲を装備し、鉄の装甲を施した巨大な鉄甲船6隻を中心とする織田水軍を大阪湾に布陣。第二次木津川口の戦いの火蓋が切られた。
この第二次木津川口の戦いで毛利水軍は敗北を喫し、以後、本願寺への組織立った支援は不可能となった。それから2年、本願寺は戦闘を継続したが、天正7年（1580年）3月、ついに織田信長に降伏。顕如は石山本願寺を子の教如に譲ると、紀伊国の鷺森（鷺森本願寺）に移った。この時、教如は周囲の薦めもあって、しばらくの間、織田信長に石山本願寺を明け渡さず、同年8月になってようやく石山本願寺を織田軍に明け渡した。この直後、石山本願寺は火災に遭って堂宇等を含む全域を焼失するに至った。
この石山合戦の間に、毛利氏と安芸門徒の一体化が進み、戦乱を逃れてきた門徒や本願寺支援のために集った門徒が、そのまま安芸国に留まることになった。

### 戦乱の終焉
天正10年（1582年）の本能寺の変の翌年、顕如は貝塚本願寺を拠点と定めて滞留した。そして豊臣秀吉の天下になると、顕如は秀吉と交渉をし、天正12年（1585年）、大坂城下の天満に本願寺を造営する（天満本願寺）。しかし、その6年後の天正19年（1591年）には秀吉の命で、京都に領地を与えられ移転し、現在の西本願寺の基礎となった。徳川家康の時代になると、本願寺の勢力を削ぐために准如の兄で、顕如に義絶させられた教如に東本願寺を建てさせ、全国の門徒や末寺を二分させた。西本願寺は西日本を中心として活動を行うこととなった。

### 江戸時代の安芸門徒
安芸国広島でも、安芸門徒を組織していた毛利輝元が関ヶ原の戦いで敗れて周防・長門国に減封させられると、秀吉子飼いの武将福島正則が安芸国を知行し、広島城に入った。入城した福島正則は治政の一つとして寺院統制に乗り出し、17の真宗寺院を現在の広島市中区寺町付近に移転させ、仏護寺を中核とする体制へと組織した。仏護寺は後に浄土真宗本願寺派に属する「本願寺広島別院」となり、福島氏が改易された後に入った浅野氏にも引き続き保護を受け、安芸・備後両国は浄土真宗大国となった。
そして、江戸時代中期から後期にかけて「芸轍」と呼ばれる、慧雲、大瀛、石泉僧叡など著名な学僧を輩出。彼らは多数の弟子を育成し、その弟子達は安芸・備後国内に飛んで布教を続け、山間部でも講等の組織を作り、地域に密着した仏教として、信仰の中心となった。

### 今日の安芸門徒
江戸時代を通じて安芸国内での信仰の中心となった浄土真宗本願寺派は、幕末の動乱期を過ぎ、明治維新に至る。明治8年（1875年）には、寺院子弟の専門学校として「学仏場」を広島市胡町に開学。明治16年（1883年）2月の調査では、本願寺派寺院は旧安芸国内399ヶ寺、備後国内259ヶ寺、門徒は安芸132,296 戸、 備後45,788戸を数えた。
昭和に入っても、安芸門徒は広島の宗教人口の大半を占め、組織変更を繰り返した学仏場から昭和23年（1948年）新制崇徳高等学校となる。同年には進徳女子高等学校も開学している。
昭和51年（1976年）の中国新聞社の調査によると、広島県民の57％が真宗門徒で占められていた。
昭和後半から平成の世になると、宗教人口の減少によって中山間部では門徒が減り、廃寺が増えるようになった。門徒の高齢化、後継者不足、新たな門徒の獲得が、現在の課題となる。

## 安芸門徒のお盆

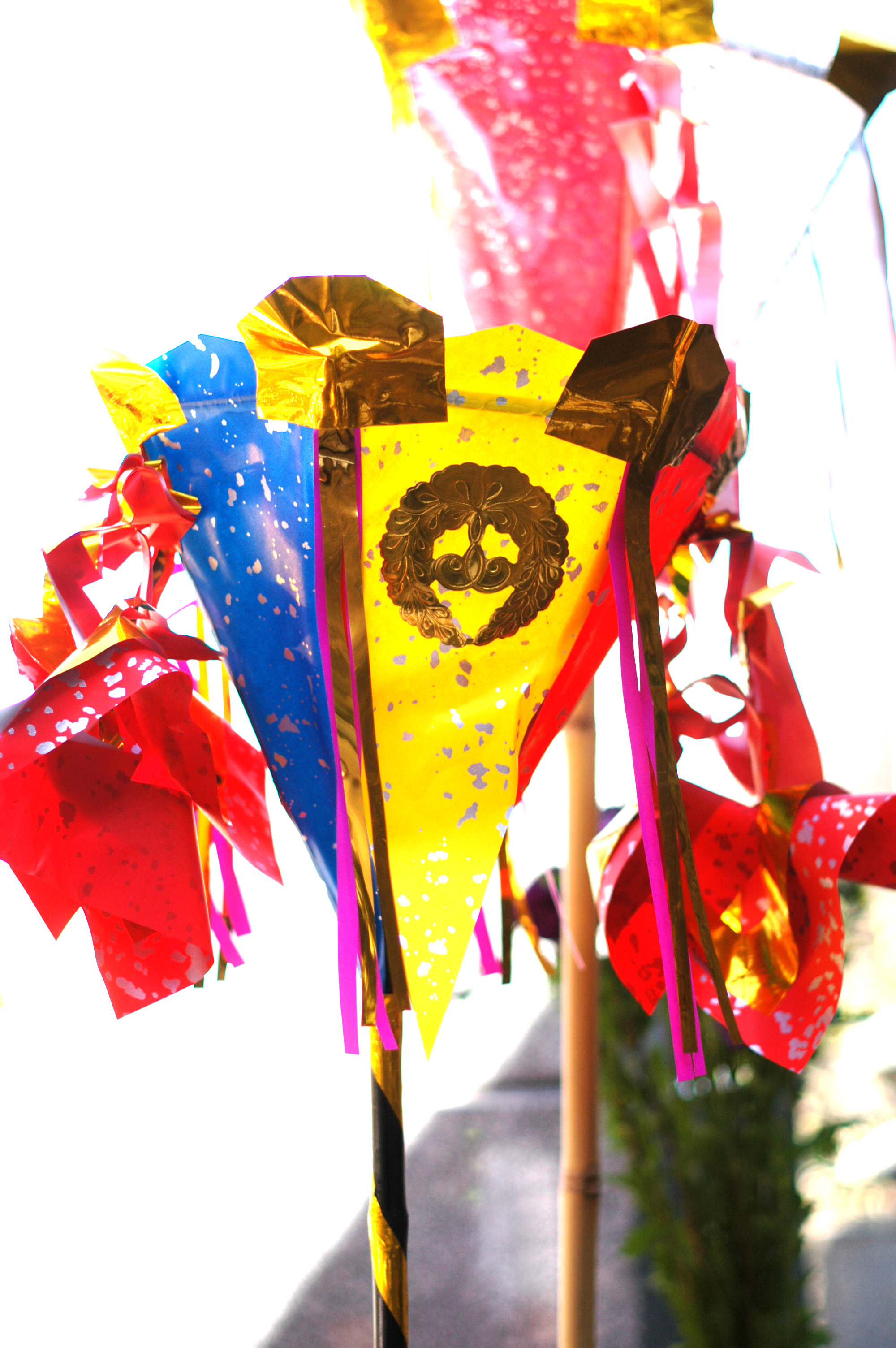
盆燈籠

安芸門徒独特の風習として、お盆の際の盆燈籠が挙げられる。竹を六角形のアサガオ型に組んだ物に、赤・青・黄などの色紙を貼って作る燈篭で、機能としては他宗派の卒塔婆に相当する。大抵の門徒は「燈籠」と呼ぶが、地域によってはその形から「ぼんぼり」とも呼ぶ。
広島（安芸地方）のお盆の風物詩ではあるが、お盆を過ぎると「ごみ」と化してしまうので、昨今では環境の面から一部では問題視されることもある。